# STS-78
STS-78 byla dvacátá mise raketoplánu Columbia. Celkem se jednalo o 77. misi raketoplánu do vesmíru. Cílem letu byl let laboratoře Spacelab-LMS.

## Posádka
- Terence T. Henricks (4) velitel
- Kevin R. Kregel (2) pilot
- Richard M. Linnehan (1) letový specialista 1
- Susan J. Helmsová (3) velitel užitečného zatížení a letový specialista 2
- Charles E. Brady, Jr. (1) letový specialista 3
- Jean-Jacques Favier (1) specialista pro užitečné zatížení 1, CNES
- Robert Brent Thirsk (1) specialista pro užitečné zatížení 2, CSA

V závorkách je uvedený dosavadní počet letů do vesmíru včetně této mise.